# Мингалиев, Габдразак Нургалиевич
Габдраза́к Нургали́евич Мингали́ев (10 апреля 1960, село Большая Елга, Рыбно-Слободский район, ТАССР, РСФСР, СССР — 7 января 2025, село Масловка, Татарстан, Россия) — российский татарский композитор эстрадно-песенного жанра. Член Союза композиторов Татарстана, лауреат международного эстрадного фестиваля татарской песни «Татар жыры» (тат. Татар Җыры) в номинации «За вклад в развитие татарской эстрады» — 2009 год.

## Биография

### Рождение и учёба
Габдразак Мингалиев родился 10 апреля 1960 года в с. Большая Елга Рыбно-Слободского района ТАССР.
В 1980-е годы учился в Казанском государственном институте культуры, на хоро-дирижёрском отделении.

### Творческая деятельность
Песни Габдразака Мингалиева — в репертуаре многих ведущих эстрадных певцов Татарстана: Салават Фатхетдинов, Хания Фархи, Римма Ибрагимова, Зайнап Фархетдинова, Зуфар Билалов, Гузель Уразова.
В международном эстрадном фестивале татарской песни «Татар жыры» с его песнями побеждали Гузель Уразова (тат. Мәхәббәт теләгез — 2004 год и тат. Синсез үтте гомерем — 2007 год), Ильдар Хакимов — (тат. Зарланма — 2006 год).
Умер 7 января 2025 года в возрасте 64 лет.

## Семья
Был женат. В семье четыре дочери.

## Награды и звания
Лауреат международного эстрадного фестиваля татарской песни «Татар жыры» (тат. Татар Җыры) в номинации «За вклад в развитие татарской эстрады» — 2009 год

## Дискография
- тат.  «Мәхәббәт теләгез»  (CD) 2008, «Барс-Рекордс»
- тат.  «Туган көн»  (CD) 2010, «Барс-Рекордс»